# Episodi di NCIS - Unità anticrimine (settima stagione)
La settima stagione della serie televisiva NCIS - Unità anticrimine è stata trasmessa in prima visione negli Stati Uniti d'America sul network CBS dal 22 settembre 2009 al 25 maggio 2010, ottenendo un'audience media di 19 327 000 telespettatori, risultando così la serie tv più seguita della stagione televisiva statunitense.
In Italia, questa stagione è suddivisa in due parti: la prima parte (episodi 1-10) sono stati trasmessi in prima visione dal 21 marzo 2010, insieme allo spin-off NCIS: Los Angeles; il resto della stagione (episodi 11-24) è stato trasmesso sempre in prima visione dal 5 settembre al 5 dicembre 2010.
| nº | Titolo originale      | Titolo italiano                   | Prima TV USA      | Prima TV Italia   |
| -- | --------------------- | --------------------------------- | ----------------- | ----------------- |
| 1  | Truth or Consequences | La solita routine                 | 22 settembre 2009 | 21 marzo 2010     |
| 2  | Reunion               | Ricongiungimento                  | 29 settembre 2009 | 28 marzo 2010     |
| 3  | The Inside Man        | Informazioni riservate            | 6 ottobre 2009    | 4 aprile 2010     |
| 4  | Good Cop, Bad Cop     | Contraddizioni                    | 13 ottobre 2009   | 11 aprile 2010    |
| 5  | Code of Conduct       | Codice rosso                      | 20 ottobre 2009   | 18 aprile 2010    |
| 6  | Outlaws and In-Laws   | Duplice omicidio                  | 3 novembre 2009   | 25 aprile 2010    |
| 7  | Endgame               | Ognuno è artefice del suo destino | 10 novembre 2009  | 2 maggio 2010     |
| 8  | Power Down            | Tutti al buio                     | 17 novembre 2009  | 9 maggio 2010     |
| 9  | Child's Play          | La ragazza prodigio               | 24 novembre 2009  | 16 maggio 2010    |
| 10 | Faith                 | Fede                              | 15 dicembre 2009  | 23 maggio 2010    |
| 11 | Ignition              | L'uomo volante                    | 5 gennaio 2010    | 5 settembre 2010  |
| 12 | Flesh and Blood       | Una visita inattesa               | 12 gennaio 2010   | 12 settembre 2010 |
| 13 | Jet Lag               | Protezione testimoni              | 26 gennaio 2010   | 19 settembre 2010 |
| 14 | Masquerade            | Il bluff                          | 2 febbraio 2010   | 26 settembre 2010 |
| 15 | Jack-Knife            | Il collezionista                  | 9 febbraio 2010   | 3 ottobre 2010    |
| 16 | Mother's Day          | Joanne                            | 2 marzo 2010      | 10 ottobre 2010   |
| 17 | Double Identity       | Due vite                          | 9 marzo 2010      | 17 ottobre 2010   |
| 18 | Jurisdiction          | Giurisdizione                     | 16 marzo 2010     | 24 ottobre 2010   |
| 19 | Guilty Pleasure       | Ragazze squillo                   | 6 aprile 2010     | 31 ottobre 2010   |
| 20 | Moonlighting          | Esplosione nella notte            | 27 aprile 2010    | 7 novembre 2010   |
| 21 | Obsession             | Ossessione                        | 4 maggio 2010     | 14 novembre 2010  |
| 22 | Borderland            | Terra di confine                  | 11 maggio 2010    | 21 novembre 2010  |
| 23 | Patriot Down          | Vendetta messicana 1 e 2 parte    | 18 maggio 2010    | 28 novembre 2010  |
| 24 | Rule Fifty-One        | Vendetta messicana 1 e 2 parte    | 25 maggio 2010    | 5 dicembre 2010   |

## La solita routine
- Titolo originale: Truth or Consequences
- Diretto da: Dennis Smith
- Scritto da: Jesse Stern

### Trama
Sono passati alcuni mesi da quando Gibbs ha lasciato Ziva in Israele e nessuno all'NCIS l'ha più sentita. Preoccupati che possa esserle successo qualcosa, Tony, McGee e Abby ricostruiscono i suoi ultimi spostamenti e scoprono che era in missione per rintracciare il terrorista Saleem Ulman in Nord Africa. Tony e McGee si recano in Somalia per ritrovare Ziva, ma vengono subito fatti prigionieri da Saleem. Il terrorista somministra il siero della verità a Tony e lo interroga sul modo di lavorare della sua agenzia, su come siano riusciti a trovare la sua base e perché siano andati fino a lì. Incapace di tacere a causa del siero, Tony ricapitola gli ultimi mesi di attività e rivela che all'NCIS tutti credono che Ziva sia morta, lasciandosi sfuggire più volte quanto Ziva sia importante per lui. Tony afferma di essere partito per l'Africa per cercare vendetta nei confronti degli assassini dell'ex collega. Saleem fa portare Ziva davanti a Tony, lasciando lui e McGee (che a terra si finge svenuto) sbigottiti. Quando Ziva chiede a Tony perché proprio lui sia venuto a cercarla, le risponde di non poter vivere senza di lei. Quando Saleem minaccia di uccidere Ziva se Tony non gli rivela chi altro dei suoi colleghi è in Africa, Tony dice a Saleem che gli rimangono trenta secondi di vita e ricorda al terrorista che il suo superiore è un cecchino. A quel punto, Gibbs uccide Saleem con un colpo di fucile da due colline di distanza: i tre riescono a fuggire, anche grazie all'arrivo di Gibbs. La squadra torna subito a Washington, dove appena entra in ufficio viene applaudita da tutti i colleghi, capitanati dal direttore Vance ed Abby l'abbraccia.
- Ascolti Italia: telespettatori 3 093 000 – share 10,92%[4]

## Ricongiungimento
- Titolo originale: Reunion
- Diretto da: Tony Wharmby
- Scritto da: Steven Binder

### Trama
Una ballerina ingaggiata per un addio al celibato, trova i tre ospiti morti in strane condizioni. Nella squadra di Gibbs, Ziva non è ancora rientrata, sebbene, dopo aver parlato con Gibbs, si sia rivolta a Vance, il quale vuole farle fare dei test per capire quanto i mesi di prigionia l'abbiano provata. La sostituisce l'agente Filmore che, però, dà le dimissioni, esasperata da Tony e McGee. Abby, nel frattempo, pur accogliendo felicemente Ziva, le fa un sentito rimprovero per non essersi fidata di Tony, pur avendo visto più volte quanto lui tenesse a lei. La squadra comincia ad indagare sul caso e trova un cadavere affogato nel gabinetto, un secondo con la testa in una borsa e un terzo morto per avvelenamento da alcol; a tutti e tre i corpi sono stati rasati i capelli dopo la morte. Durante l'indagine, i sospetti si focalizzano su un ufficiale di polizia che, ai tempi del liceo, era vittima delle angherie dei tre deceduti: il modo in cui sono stati ritrovati i cadaveri corrisponde agli scherzi che il poliziotto aveva subito in gioventù. Inoltre, si scopre che le tre vittime avevano sfruttato i loro contatti nella marina per organizzare la vendita illegale di un aereo dismesso; in realtà, l'addio al celibato era una copertura per l'affare in corso. Gli agenti deducono che il poliziotto, oltre a prendersi la sua rivincita, ha rubato il ricavato della vendita dell'aereo. Ziva, nel frattempo, chiede scusa a Tony per il suo comportamento, dicendogli che lui è sempre stato presente per proteggerla, mentre lei non gli ha voluto credere quando doveva scegliere di chi fidarsi. Dopo l'omicidio del poliziotto, la squadra scopre che il vero colpevole è un altro compagno di liceo delle quattro vittime che voleva incastrare il poliziotto per rubare il denaro dell'affare. Risolto il caso, Gibbs e Ziva si incontrano e lui le chiede spiegazioni riguardo a quando gli aveva salvato la vita uccidendo il fratello, lei risponde che era stata mandata con la missione di uccidere il fratello, ma che si era offerta volontaria per la missione solo perché, essendo la sorella, aveva intenzione di discolparlo, mentre un altro lo avrebbe semplicemente ucciso; infine dice a Gibbs che per lei lui è la cosa più vicina ad un padre. A fine puntata, Ziva è seduta alla sua scrivania all'NCIS.
- Ascolti Italia: telespettatori 3 018 000 – share 11,51%[5]

## Informazioni riservate
- Titolo originale: The Inside Man
- Diretto da: Tony Wharmby
- Scritto da: Frank Cardea e George Schenck

### Trama
Matt Burns, un blogger politico che ha accusato l'NCIS di voler insabbiare l'omicidio di un giovane ufficiale della Marina (Rod Arnett), viene spinto giù da un ponte. In precedenza, il blogger aveva accusato l'ufficiale di Insider trading. L'NCIS, indagando sull'incidente automobilistico che ha ucciso Arnett, ha concluso che si è trattato veramente di un incidente; dopo la morte di Burns, la squadra riapre il caso per riesaminarlo, per scoprire se le dichiarazioni del blogger sono vere. Quando l'agenzia riesuma la salma dell'ufficiale per degli esami, scopre che il corpo è stato trafugato. Indagando, la squadra scopre che Arnett forniva informazioni commerciali al proprietario di una paninoteca con cui non aveva nessun contatto, se non quello di prendere il treno insieme la mattina: i due avevano guadagnato due milioni di dollari che si sarebbero spartiti. Dopo la morte di Arnett, spaventato dalle false dichiarazioni pubbliche del blogger, il negoziante gli aveva dato appuntamento in strada e lo aveva ucciso. Nel finale, Ziva dice a Gibbs che si è dimessa dal Mossad e gli chiede di assumerla come agente dell'NCIS, non come agente di collegamento.
- Ascolti Italia: telespettatori 2 922 000 – share 13,10%[6]

## Contraddizioni
- Titolo originale: Good Cop, Bad Cop
- Diretto da: Leslie Libman
- Scritto da: David North e Jesse Stern

### Trama
Il ritrovamento dei resti del marine Daniel Cryer, effettuato da un peschereccio al largo della costa della Tanzania, dà il via ad un'indagine dalla quale emerge che il marine aveva disertato per diventare un avventuriero e che aveva fatto parte di una squadra che il Mossad aveva mandato a scovare il terrorista Saleem Ulman. La posizione dei resti di Cryer e il fatto che la sua morte sia stata causata da colpi di arma da fuoco rendono palesemente falsa la storia raccontata da Ziva David, la quale aveva affermato che la Damocle, la nave sulla quale si era imbarcata con la sua squadra per raggiungere l'Africa, fosse affondata a causa di una tempesta. Usando le coordinate geografiche dei resti di Cryer come guida, l'agenzia riesce a ritrovare la nave e scopre che l'intero equipaggio è stato sterminato a colpi di arma da fuoco. Mentre Vance interroga Ziva per ottenere maggiori informazioni, si presenta alla sede dell'NCIS il capo squadra di Ziva, Malachi Ben-Gidon, per chiedere che Ziva torni sotto il controllo del Mossad. Il direttore Vance acconsente, a condizione che Malachi dia loro informazioni su cosa è successo sulla Damocle. Malachi dice che la loro copertura era saltata e quindi erano stati costretti ad eliminare tutti i marinai; afferma, inoltre, che Ziva ha eliminato Cryer perché era lui che aveva fatto saltare la copertura. Sapute le parole del suo capo squadra, Ziva ribatte che l'assassino di Cryer è Malachi, che ha ucciso il marine senza dargli possibilità di spiegare nulla. A sostegno di ciò c'è il proiettile di Ben-Gidon che ha ucciso Cryer, anche se, in realtà, si tratta di un proiettile sparato da Abby in laboratorio grazie ad un'idea di Tony per costringere l'agente del Mossad a confessare. Vance rispedisce Malachi in Israele e accetta la domanda di assunzione che Ziva aveva presentato prima che si aprisse il caso Cryer e, come prima cosa, Tony e McGee le rifilano tutto il lavoro di una settimana di Tony, perché nessuno dei due vuole pagare la scommessa che avevano entrambi fatto sull'eliminazione di un virus.
- Ascolti Italia: telespettatori 3 021 000 – share 10,61%[7]

## Codice rosso
- Titolo originale: Code of Conduct
- Diretto da: Terrence O'Hara
- Scritto da: Reed Steiner e Christopher Waild

### Trama
La notte di Halloween, la squadra indaga su quello che sembra lo sfortunato suicidio dell'appuntato James Korby, trovato morto nella sua macchina. Si scopre, invece, che Korby è stato ucciso e i suoi organi sono stati surgelati con dell'azoto liquido. Qualcuno è riuscito a far ingerire l'azoto a Korby e ha mascherato la sua morte da suicidio. Tony è convinto che Sara, la moglie di Korby (tre volte vedova di marine americani), sia coinvolta. Korby, da tutti conosciuto come inguaribile burlone, non era benvoluto nella sua unità. L'autopsia rivela che Korby è stato recentemente avvelenato e picchiato durante una missione. La squadra scopre che il soldato semplice Singer, appartenente alla stessa unità di Korby, ha una relazione con la moglie della vittima. Sara confessa che al momento dell'omicidio stava andando a casa per rompere col marito. Mentre i sospetti convergono su Sara, Gibbs si rende conto che, in realtà, la colpevole è la figliastra di Sara, Rachel, che, per incassare un fondo fiduciario a lei intestato, ha ucciso Korby e tentato di incastrare Sara.

## Duplice omicidio
- Titolo originale: Outlaws and In-Laws
- Diretto da: Tony Wharmby
- Scritto da: Jesse Stern

### Trama
La barca che Gibbs da tempo costruiva nella sua cantina viene ritrovata in un porto militare, con due uomini uccisi a bordo, ex-marines arruolati in una compagnia militare privata. Gibbs aveva lasciato la sua barca a Mike Franks in Messico, che adesso quindi diventa ricercato per duplice omicidio. Franks spiega a Gibbs che ha ucciso i due mercenari per proteggere la sua famiglia: la vedova di suo figlio Leyla e la nipote Amira.
Nel corso delle indagini, Abby ha l'opportunità di esaminare la scena del crimine, la fantomatica barca a vela di Gibbs, che farà a pezzi nel suo laboratorio. Cercherà anche di scoprire come ha fatto a farla uscire dalla cantina, ma il mistero rimarrà irrisolto. Riguardo al caso Franks, si scoprirà che i due mercenari erano stati ingaggiati dalla madre di Leyla, Shada, una capo-tribù irachena che vuole riportare la figlia in Iraq. In realtà, a uccidere i militari non era stato Franks, ma la stessa Leyla, che, spaventata, aveva aperto il fuoco con un fucile e successivamente Franks aveva cercato di coprirla sparando con la sua pistola di grosso calibro sui corpi, per prendersi la responsabilità. Nel finale, Shada si reca a Washington per parlare con la figlia di persona, ma prima si mette in mezzo Franks. I due, dopo un aspro colloquio, sembrano appacificarsi e convenire che, per il suo bene, è meglio che Leyla rimanga negli Stati Uniti. Inoltre, il leader della compagnia militare privata viene arrestato per aver operato in Messico, dove l'attività di mercenario è vietata.

## Ognuno è artefice del suo destino
- Titolo originale: Endgame
- Diretto da: James Whitmore Jr.
- Scritto da: Gary Glasberg

### Trama
Nei pressi di un'accademia navale viene rinvenuto il corpo di un medico ucciso. Eccezionalmente, il primo a recarsi sulla scena del crimine è il direttore Vance: le modalità del delitto, infatti, ricordano una sua vecchia conoscenza, l'affascinante nordcoreana Lee Wuan Kai, alla quale dà la caccia da anni. Il team di Gibbs si mette quindi sulle sue tracce. McGee, nel frattempo, conosce una ragazza, che inizia a frequentare. Presto scoprirà, però, che si tratta di un'agente segreto che cerca di sfruttarlo per sapere se l'NCIS è riuscita a localizzare Kai. Sarà la stessa Kai ad ucciderla. Nel finale, si scopre che Kai è andata a Washington solo per regolare conti personali, uccidendo tutti coloro che l'avevano addestrata sin da bambina a diventare una spietata assassina. Compiuta la sua vendetta, si reca a casa di Vance, chiedendogli di finire il lavoro e ucciderla, cosa a cui provvederà la moglie del direttore.

## Tutti al buio
- Titolo originale: Power Down
- Diretto da: Thomas J. Wright
- Scritto da: Steven Binder e David North

### Trama
A causa di un'esplosione in una centrale elettrica, l'intera città di Washington rimane al buio; contemporaneamente, la sede di un provider viene preso d'assalto da un gruppo di persone armate, che riescono ad accedere ad una sala di server militari segreti. Una delle persone autrici dell'incursione rimane uccisa, si tratta di una marine. La squadra dell'NCIS è dunque chiamata ad indagare su tali strani eventi, senza però poter contare sulle tradizionali strumentazioni elettroniche, venendo così costretti ad operare con metodi antiquati e, di conseguenza, molto lentamente. L'indagine, senza l'ausilio di computer e senza gli strumenti di Abby, fa comunque il suo corso: si scoprirà presto che la marine non era una complice, ma era stata rapita, in quanto in grado di aprire la porta di sicurezza che chiudeva la sala dei server militari, dove gli autori dell'incursione hanno sostituito un server in modo da riuscire ad infiltrarsi nel sistema e rubare importanti informazioni segrete. La mente del piano era proprio una delle guardie della struttura vittima dell'assalto. Poco dopo la fine delle indagini, l'energia elettrica viene finalmente ripristinata e tutto può ritornare alla normalità anche nella sede dell'NCIS.

## La ragazza prodigio
- Titolo originale: Child's Play
- Diretto da: William Webb
- Scritto da: Reed Steiner

### Trama
Dopo che il corpo di un marine viene ritrovato ucciso in un campo di mais, la squadra inizia le indagini, che, dopo aver escluso l'ipotesi di una vendetta ad opera di una gang, portano nella base di un'intelligence militare che sfrutta "bambini prodigio" per migliorare le tecniche militari. Il marine morto era la guardia del corpo di una delle bambine presenti nella struttura. La bambina in questione nascondeva codici militari segreti in dei collage, che poi venivano venduti dalla direttrice della base a società di videogames. Nel frattempo, Ducky cerca di convincere tutta la squadra ad essere ospite a casa sua per il giorno del Ringraziamento, riuscendoci.

## Fede
- Titolo originale: Faith
- Diretto da: Arvin Brown
- Scritto da: Gary Glasberg

### Trama
Un marine recentemente convertitosi all'islam viene ritrovato morto in apparente posizione di preghiera in un parco innevato. Il team dell'NCIS inizia subito ad indagare sulla pista dell'intolleranza religiosa, partendo dal padre, un ex marine ora reverendo. Si scoprirà che il padre era arrivato a pagare i colleghi marine di suo figlio, purché cercassero di fargli cambiare idea e farlo rimanere di religione cristiana, ma non era arrivato al punto di ucciderlo. Dopo aver scartato anche l'ipotesi che l'aggressore fosse la moglie, che già in passato l'aveva tradito, il colpevole viene identificato nel fratello della vittima, che, in un litigio per via della scelta religiosa compiuta dal marine, gli ha sferrato un colpo alla testa con una mazza. Nel frattempo, Gibbs riceve, con l'occasione del Natale, la visita di suo padre, che appare però molto depresso a causa di un recente trauma vissuto: nel suo locale ha ucciso un giovane che stava tentando di rapinarlo. McGee trova il tempo di compiere una buona azione facendo un favore chiesto da Abby e Tony si vede costretto a fare un regalo ad una collega dell'area risorse umane dell'agenzia.

## L'uomo volante
- Titolo originale: Ignition
- Diretto da: Dennis Smith
- Scritto da: Jesse Stern

### Trama
Due ranger trovano il corpo di un marine in un'area di foresta che aveva da poco subito un incendio. Una volta arrivata sul posto, la squadra dell'NCIS scopre che il capitano è morto a causa di una forte esplosione e McGee capisce che ad esplodere è stato un Jet pack. Durante le indagini, McGee si dimostra molto ferrato sull'argomento dei Jet pack, dai quali è profondamente affascinato. Intanto, una misteriosa avvocatessa intralcia la squadra nel suo lavoro, apparendo improvvisamente ogni volta che tentano di interrogare qualcuno.

## Una visita inattesa
- Titolo originale: Flesh and Blood
- Diretto da: Arvin Brown
- Scritto da: Frank Cardea e George Schenck

### Trama
In una base aerea della Marina, l'autovettura di un principe arabo salta in aria, ma muore solo l'autista, poiché in quel momento il principe era lontano dal veicolo. Gibbs e la squadra dell'NCIS pensano che si tratti di un attentato fallito, poiché la bomba è esplosa prima del previsto. Nel frattempo, Tony riceve una visita inaspettata, quella di suo padre, che finirà per il ritrovarsi coinvolto nelle indagini a causa della sua amicizia con la famiglia reale del principe.

## Protezione testimoni
- Titolo originale: Jet Lag
- Diretto da: Tony Wharmby
- Scritto da: Christopher J. Waild

### Trama
Tony e Ziva si recano a Parigi per scortare nel viaggio di ritorno verso gli Stati Uniti una testimone chiave in un caso di corruzione. Il viaggio sembra procedere come previsto, finché il resto della squadra dell'NCIS non comunica loro che un killer assoldato per uccidere la donna potrebbe essere a bordo. Dopo aver sospettato di un agente federale presente a bordo, scoprono che ad essere coinvolti sono gli assistenti di bordo. Gibbs e McGee, nel frattempo, scopriranno che il mandante, in realtà, è il fidanzato della donna.

## Il bluff
- Titolo originale: Masquerade
- Diretto da: James Whitmore Jr.
- Scritto da: Steven Binder

### Trama
La squadra dell'NCIS si ritrova in una corsa contro il tempo per prevenire l'esplosione di alcune bombe sporche ad opera di un gruppo di terroristi sudamericani. L'avvocatessa del colonnello Bell, Allison Hart, cerca di ostacolare gli uomini di Gibbs, assumendo le difese di uno degli indiziati, ma la squadra riuscirà comunque a svolgere le indagini e scoprire che, in realtà, non è coinvolto nessun gruppo terroristico nella minaccia di attentati, ma si tratta di una messa in scena ad opera di una società militare privata, che vuole mettere pressione sul Congresso per l'approvazione di un finanziamento di milioni di dollari.

## Il collezionista
- Titolo originale: Jack-Knife
- Diretto da: Dennis Smith
- Scritto da: Jesse Stern

### Trama
Gibbs e la sua squadra indagano sull'omicidio di un marine. In seguito, la squadra individua una pista, riguardante alcuni traffici di autotrasporti illegali. Per risolvere la faccenda, Gibbs e la sua squadra collaborano ancora una volta con l'agente speciale Fornell dell'FBI.
- Ascolti Italia: telespettatori 2 829 000 – share 10,11%

## Joanne
- Titolo originale: Mother's day
- Diretto da: Tony Wharmby
- Scritto da: Gary Glasberg e Reed Steiner

### Trama
L'unica testimone in un caso d'omicidio è Joanne Fielding, ex suocera di Gibbs e madre della sua prima moglie, Shannon. Per l'agente speciale è un duro colpo, ma le indagini del team rivelano che la donna potrebbe non essere solo una testimone.
- Guest star: Gena Rowlands (Joanne Fielding)
- Ascolti Italia: telespettatori 2 847 000 – share 10,27%

## Due vite
- Titolo originale: Double identity
- Diretto da: Mark Horowitz
- Scritto da: George Schenck e Frank Cardea

### Trama
L'NCIS indaga sull'aggressione ai danni di un marine, il quale era stato dato per disperso in una missione in Afghanistan sei anni prima. Durante le indagini, Gibbs e la sua squadra scoprono che l'uomo era fuggito dall'Afghanistan con un'ingente somma di denaro appartenente ad un criminale, e che conduceva da tempo una doppia vita. Durante tutto l'episodio Ducky si comporta in modo strano, come se fosse più felice, così alla fine confessa a tutti che sua madre è venuta a mancare a causa dell'Alzheimer, si sente più sereno perché sa che sua madre non dovrà più soffrire a causa della malattia 
- Ascolti Italia: telespettatori 2 860 000 – share 9,74%[9]

## Giurisdizione
- Titolo originale: Jurisdiction
- Diretto da: Terrence O'Hara
- Scritto da: Lee David Zlotoff

### Trama
Dopo il ritrovamento del cadavere di un marine, la squadra è costretta a collaborare con l'agenzia CGIS. Le indagini porteranno alla scoperta di una truffa per avere i soldi di un tesoro sommerso.

## Ragazze squillo
- Titolo originale: Guilty Pleasure
- Diretto daJames Whitmore Jr.
- Scritto da: Reed Steiner e Christopher J. Waild

### Trama
La squadra riesce a collegare la morte di un ufficiale della Marina ad una ragazza squillo e deve far ricorso all'aiuto di Holly Snow per trovare il colpevole.

## Esplosione nella notte
- Titolo originale: Moonlighting
- Diretto da: Thomas J. Wright
- Scritto da: Steven D. Binder e Jesse Stern

### Trama
Dopo la morte di un marine e di un pentito che stava per andare nel programma protezione testimoni, la squadra di Gibbs si ritrova a indagare sul luogo del secondo lavoro della specialista del poligrafo dell'NCIS. Mentre Gibbs e l'agente dell'FBI Tobias Fornell stanno parlando con la ragazza, c'è un'esplosione in cui muoiono tutti i lavoratori. Così l'unica sopravvissuta diventa una possibile sospettata.

## Ossessione
- Titolo originale: Obsession
- Diretto da: Tony Wharmby
- Scritto da: George Schenck e Frank Cardea

### Trama
Indagando su un omicidio, il team è alla ricerca sia dell'assassino che della sorella del defunto, una nota giornalista, che risulta scomparsa. In particolare, Tony sembra ossessionato dalla donna, tanto da far dubitare dell'obiettività del suo giudizio.

## Terra di confine
- Titolo originale: Borderland
- Diretto da: Terrence O'Hara
- Scritto da: Steven D. Binder

### Trama
Nella ricerca di un serial killer, il team s'imbatte in una sorta di guerra tra boss della droga. Intanto, McGee accompagna Abby in Messico, dove è stata invitata come consulente scientifica.

## Vendetta messicana: 1ª parte
- Titolo originale: Patriot Down
- Diretto da: Dennis Smith
- Scritto da: Gary Glasberg

### Trama
Gibbs e i suoi sono alle prese con l'omicidio di un'agente dell'NCIS, un'agente che Gibbs conosceva molto bene. Intanto, Abby è tormentata dalla verità che ha scoperto sul conto di Jethro e non sa come agire in merito.

## Vendetta messicana: 2ª parte
- Titolo originale: Rule Fifty-One
- Diretto da: Dennis Smith
- Scritto da: Jesse Stern

### Trama
Gibbs deve affrontare le conseguenze delle sue azioni e ancora una volta si reca in Messico, dove è costretto a prendere una decisione che avrà grosse ripercussioni sulla sua vita.